# Cuchiniș (okręg Bacău)
Cuchiniș – wieś w Rumunii, w okręgu Bacău, w gminie Brusturoasa. W 2011 roku liczyła 328 mieszkańców.